# The Sims Online
The Sims Online, còn gọi là EA-Land là một biến thể trực tuyến nhiều người chơi trên tựa game The Sims của Maxis. Trò chơi được Electronic Arts phát hành vào tháng 12 năm 2002 cho Microsoft Windows. Game được bày bán trong các cửa hàng bán lẻ ở Bắc Mỹ và Nhật Bản và cũng có thể được tải xuống trên toàn thế giới thông qua cửa hàng trực tuyến EA.com, mặc dù trò chơi chỉ có tiếng Anh và không có bản dịch chính thức. Phí đăng ký của game là 9,99 đô la Mỹ mỗi tháng. Vào tháng 3 năm 2007, EA đã thông báo rằng sản phẩm sẽ được đổi tên thành EA-Land và những cải tiến lớn sẽ được thực hiện. Khoảng một năm sau, EA tuyên bố rằng trò chơi sẽ ngừng mọi hoạt động vào ngày 1 tháng 8 năm 2008.

## Lối chơi
Bốn thành phố có luật lệ đặc biệt: Dragon's Cove được gọi là "thành phố khó tính", vì có một số mục tiêu game khó hơn để xem xét khi chơi ở đây. Ví dụ: một Sim sẽ mất năng lượng khi di chuyển quãng đường dài và chi phí ảo cho các vật phẩm được nhân đôi. Betaville là một thành phố được tạo ra với mục đích thử nghiệm các tính năng mới. Một vài ví dụ về các tính năng này là khả năng tạo ra một gia đình có tới bốn Sim trưởng thành, với các cấp độ ý chí tự do có thể điều chỉnh; hóa đơn và một người đòi nợ; và hỏa hoạn và lính cứu hỏa. Một cái khác là Test Center, nơi người chơi không bao giờ có thể rời khỏi thành phố. Sim trong Test Center cũng bắt đầu với ba lần số tiền khởi nghiệp.

### Kỹ năng
Có được điểm kỹ năng thực tế là một khía cạnh quan trọng từ lối chơi trong game. Những điểm này là cần thiết để nhận được nhiều tiền hơn từ các đối tượng thanh toán và kiếm được các chương trình khuyến mãi trong những hướng nghiệp được cung cấp. Chúng đôi khi cần thiết cho các tương tác đặc biệt với những người chơi khác, chẳng hạn như hát khúc nhạc chiều. Một kỹ năng có thể được tăng lên nhanh chóng, tốc độ nhanh hơn khi nhiều Sim trong cùng mãnh đất hoạt động cùng một kỹ năng. Trò chơi có sáu kỹ năng cốt lõi: Mechanical (Cơ khí), Cooking (Nấu ăn), Charisma (Thần thái), Body (Cơ thể), Creativity (Sáng tạo) và Logic. Cấp độ kỹ năng dao động trong số từ 0 đến 20.99.

### Việc làm
Có bốn công việc chính thức có sẵn trong The Sims Online: Restaurant (Nhà hàng), Robot Factory (Nhà máy robot), DJ, và Dancing (Vũ công). Các công việc trong game không đưa ra mức lương lớn, khiến nhiều người chơi tìm kiếm các nguồn khác. Những phương pháp phổ biến bao gồm mở cửa hàng bán vật phẩm, cung cấp dịch vụ cho người dùng như thực phẩm và chỗ trọ hoặc sử dụng các vật thể để tạo ra các vật phẩm như pizza (món pizza), tiểu luận (máy đánh chữ) hoặc tranh vẽ (giá vẽ).

### Kinh tế
The Sims Online mô phỏng nền kinh tế làm việc. Nó hoàn toàn được điều hành bởi người chơi. Thị trường lớn nhất và sôi động nhất trong trò chơi là bất động sản: người chơi sẽ mua, bán và cho thuê tài sản cho những người chơi khác. Tuy nhiên, do không có một hệ thống giao dịch chuyển nhượng phù hợp cho đến khi EA-Land bắt đầu, nhiều người chơi đã phải đối mặt với các vấn đề bảo mật như lừa đảo tài chính quốc tế.
Có nhiều danh mục cho số tài sản của người chơi: Welcome (Chào mừng), Money (Tiền bạc), Skills (Kỹ năng), Services (Dịch vụ), Entertainment (Giải trí), Romance (Lãng mạn), Shopping (Mua sắm), Games (Trò chơi), Offbeat (Lạ thường) và Residence (Nhà ở). Mỗi loại này có các mặt hàng đặc biệt chỉ có thể được sử dụng trong danh mục cụ thể đó. Ví dụ: những người chơi tham gia nhiều trong danh mục Service có thể sử dụng bàn làm việc để chế tạo các vật phẩm, sau đó thường được bán cho người chơi sở hữu nhiều trong danh mục Shopping là người sẽ bán các mặt hàng với giá bán lẻ cao hơn.
Đầu năm 2005, The Sims Online đã gặp phải một lỗi, được phát hiện và nhanh chóng lan rộng trong sử dụng xuyên suốt game. Một giá treo quần áo, thông thường người chơi sẽ sử dụng để bán quần áo cho người chơi khác, nhân đôi lợi nhuận của chủ sở hữu nhiều lần với mỗi lần sử dụng vượt quá số tiền mà người chơi khác thực sự trả. Kẽ hở này có thể được lặp lại thường xuyên như mong muốn cho đến khi lỗi được sửa. Sau một vài ngày khai thác kẽ hở này trong game thì mới vá được lỗi; tuy nhiên, nền kinh tế của trò chơi đã bị phá hủy hoàn toàn, với lượng lạm phát khổng lồ. Rất nhiều đất và vật phẩm bị mất giá trị. Vấn đề kinh tế này đã không được giải quyết trong ba năm cho đến cuối năm 2007 khi EA-Land được thành lập và trò chơi bị xóa sổ.
Một khi EA-Land đi vào hoạt động, nền kinh tế vẫn tươi mới và như trước đây, hoàn toàn do người chơi điều hành. Người chơi cũng có thể tạo nội dung tùy chỉnh và bán các vật phẩm này cho người chơi khác và các kỹ năng được ưu tiên cao hơn do yêu cầu của các công việc trong game và các món tiền.

## EA-Land

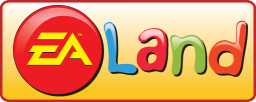
Logo của EA-Land

Vào tháng 3 năm 2007, một nhân viên của Electronic Arts tên Luc Barthelet, người từng là Tổng giám đốc Maxis trong quá trình phát triển The Sims, đã dừng lại trên các diễn đàn chính thức sau nhiều năm bỏ qua trò chơi. Luc đã rời khỏi nhóm sản xuất The Sims Online sau khi trò chơi được phát hành và không đóng góp cho môi trường game cho đến tháng 3 năm 2007. Sau khi không tham gia phát triển The Sims Online, anh đã tập hợp một nhóm gồm mười bảy người để thúc đẩy các bản cập nhật quan trọng cho game theo một dự án có tên "TSO-E".
Một bản cập nhật lớn cho trò chơi là nội dung tùy chỉnh người dùng. Các nhà phát triển TSO-E quan tâm đến bất kỳ ý tưởng nào do người dùng gửi về cách họ có thể duy trì nền kinh tế ổn định để phủ nhận lợi ích mà người chơi kiếm được một cách bất hợp pháp thông qua khai thác kẽ hở trong game. Các vật thể tùy chỉnh được cho phép hiện hữu trong TSO vào cuối năm 2007, cho phép người chơi tải lên hình ảnh định dạng.bmp và.jpg cũng như các tập tin.iff. Đồ nội thất có thể được tạo ra và tải lên dưới dạng ghế đơn, điêu khắc, và đồ trang trí và bàn đa diện.
Nhận thấy điều này là chưa đủ, các nhà phát triển TSO-E đã kết hợp các thành phố của trò chơi lại với nhau thành hai thành phố tương tự, đổi tên game thành EA-Land, và xóa sạch tất cả dữ liệu của người chơi. Thành phố Test Center 3 được tạo tự do truy cập với hy vọng mở rộng cơ sở người dùng của trò chơi, và những máy ATM trong game được thêm vào, có thể chấp nhận tiền thật cho Simoleons, với hy vọng tạo doanh thu. Hệ thống trong đó người chơi có thể mua tài sản và gửi nội dung tùy chỉnh được so sánh với Second Life.

### Đóng cửa
Tháng 4 năm 2008, bốn tuần sau khi EA-Land được ra mắt, có thông báo rằng nhóm phát triển phải tháo gỡ và trò chơi sẽ ngừng hoạt động vào ngày 1 tháng 8 cùng năm. Ngày thông báo này được gọi là "EA-Land Sunset". Maxis tuyên bố rằng nhóm phát triển sẽ chuyển sang các dự án khác.
Từ năm 2002, EA Land/TSO đã thu hút một nhóm người chơi rất đặc biệt và chúng tôi chắc chắn đánh giá cao sự tham gia của bạn vào cộng đồng. Thời gian tồn tại của trò chơi đã kết thúc, và bây giờ chúng tôi sẽ tập trung vào những ý tưởng mới và các khái niệm sáng tạo khác trong lĩnh vực game. Chúng tôi xin cảm ơn tất cả những người đã tham gia vào cộng đồng trực tuyến này như một trải nghiệm độc đáo trong thế giới ảo.— Electronic Arts, 

EA bày tỏ sự thất vọng về doanh số trong suốt cuộc đời của trò chơi. Một trong những lời chỉ trích chính về game là không có khả năng tạo nên nội dung tùy chỉnh, như đã đạt được bởi đối thủ thứ hai của nó là Second Life. The Sims Online được mọi người xem là một nỗ lực thất bại trong việc chuyển đổi từ game một người chơi sang môi trường trực tuyến nhiều người chơi.
Quyết định đóng cửa quá nhanh sau khi đổi lại thương hiệu đã dẫn đến suy đoán rằng việc đóng cửa đã được lên kế hoạch trước khi phát hành lại thương hiệu với mục đích giảm thiểu thiệt hại cho hình ảnh công khai về tên và thương hiệu của The Sims Online.

## Các biến thể sau này
The Sims Bustin' Out có tính năng chơi trực tuyến miễn phí tương tự chỉ dành cho phiên bản PlayStation 2 cho phép người chơi kết nối trực tuyến và trò chuyện bằng bàn phím USB. Trò chơi này đã đóng cửa cùng ngày với The Sims Online vào ngày 1 tháng 8 năm 2008. Năm 2008, nhà phát triển chính của The Sims Online đã rời khỏi Maxis (sau khi game được đổi tên thành EA-Land) thành lập và ra mắt một tựa game mới có tên TirNua, chơi hoàn toàn miễn phí và dựa trên trình duyệt. Trò chơi vẫn hoạt động cho đến ngày nay. MySims có chế độ chơi trực tuyến dành cho trẻ nhỏ hơn cho PC. Tuy nhiên, máy chủ đã ngừng hoạt động vào ngày 26 tháng 11 năm 2011.
Một sự hồi sinh tương tự của game, được gọi là The Sims Social, phát hành ngày 9 tháng 8 năm 2011 độc quyền trên Facebook. Nó cho phép người chơi chơi với bạn bè, trò chuyện và gửi vật phẩm cho nhau. Electronic Arts và Maxis đã đóng cửa The Sims Social, SimCity Social và Pet Society vào ngày 14 tháng 6 năm 2013 do người chơi không quan tâm rõ ràng.
Vào ngày 6 tháng 1 năm 2017, một bản phát hành lại của The Sims Online do người hâm mộ làm ra do chính Rhys Simpson, FreeSO tạo ra và được phát hành trong giai đoạn "open beta". Kể từ ngày 1 tháng 5 năm 2017, phần lớn các chức năng trong The Sims Online ban đầu đều được triển khai lại bao gồm các chức năng 3D với các bản cập nhật liên tục được hứa hẹn. Một số thay đổi hiện có đã bao gồm các chức năng danh mục.

## Giải thưởng
- E3 2002 Game Critics Awards: Best Simulation Game (Game Mô phỏng Hay nhất)
- IAA 2002: Best Massively Multiplayer (Trực tuyến Nhiều Người chơi Hay nhất)